# Farysia unciniae
Farysia unciniae är en svampart som beskrevs av Vánky & Begerow 2007. Farysia unciniae ingår i släktet Farysia och familjen Anthracoideaceae.   Inga underarter finns listade i Catalogue of Life.